# Алі Асгар Таджвіді
Алі Асгар Таджвіді (нар. 1948) — сучасний іранський художник.

## Життєпис
Народився у 1948 році у м.Фаса (остан Фарс). Початкову освіту отримав в рідному місті. У 5 років виявив хист до малювання. Після цього поїхав до Тегерана, щоб продовжити навчання.
У 1973 році він закінчив факультет образотворчого мистецтва Тегеранського університету. Під час навчання займався у визнаного майстра Махмуда Фаршчіана. В цей же час він продовжує вивчати історію світового мистецтва, прагнучи збагатити жанр мініатюри мистецькими традиціями інших країн. Його роботи виставляються на багатьох виставках сучасного мистецтва Ірану.

## Творчість
Першими його роботами були пейзажі, натхненні сільській природою, серед якої він ріс. Пізніше, продовжуючи навчання, він займався олійним живописом, вивчав традиції перської мініатюри. Сюжети картин Таджвіді навіяні традиційними історичними та релігійними мотивами.